# Petrus Kastenman
Lars Petrus Ragnar Kastenman (15 de agosto de 1924-10 de junio de 2013) fue un jinete sueco que compitió en la modalidad de concurso completo.
Participó en los Juegos Olímpicos de Verano de 1956, obteniendo una medalla de oro en la prueba individual. Ganó una medalla de bronce en el Campeonato Europeo de Concurso Completo de 1957.

## Palmarés internacional
| Juegos Olímpicos   | Juegos Olímpicos       | Juegos Olímpicos  | Juegos Olímpicos |
| Año                | Lugar                  | Medalla           | Categoría        |
| ------------------ | ---------------------- | ----------------- | ---------------- |
| 1956               | Estocolmo (Suecia)     | Medalla de oro    | Individual       |
| Campeonato Europeo |                        |                   |                  |
| Año                | Lugar                  | Medalla           | Categoría        |
| 1957               | Copenhague (Dinamarca) | Medalla de bronce | Por equipos      |